# Jedinstvena Srbija
Jedinstvena Srbija je politička stranka u Srbiji. Nastupa s pozicija političke desnice. Zastupa ideologije decentralizaciju i nacionalni konzervativizam.
Nastala je od odvojenog krila Stranke srpskog jedinstva Željka Ražnatovića Arkana koje je nakon Arkanovog ubojstva vodili Borislav Pelević i Dragan Marković zvani Palma. Bivši dužnosnik Marković s pristašama odvojio se od SSJ 15. veljače 2004. godine i u Jagodini osnovao novu stranku Jedinstvena Srbija. 
Stranka Jedinstvena Srbija nalazi se na vlasti u Gradu Jagodini od 6. listopada 2004. godine. 
Pred izvanredne parlamentarne izbore, u proljeće 2008. godine, Jedinstvena Srbija ušla je u koaliciju s Partijom ujedinjenih penzionera Srbije (PUPS) i Socijalističkom partijom Srbije (SPS). Ovaj savez uspijeva osvojiti 22 zastupnička mjesta u Skupštini Srbije. Tijekom svibnja i lipnja, koalicija SPS-PUPS-JS ulazi u koalicijsku vlast s Demokratskom strankom Borisa Tadića i formiraju novu Vladu Srbije (7. srpnja 2008.). 
U devetom sazivu Skupštine Srbije sastavljenom 2012. koalicija SPS-PUPS-JS imala je 44 zastupnička mjesta, od čega je 7 pripadalo Jedinstvenoj Srbiji.
U desetom sazivu Skupštine Srbije sastavljenom 2014. koalicija SPS-PUPS-JS ima 44 zastupnička mjesta, od čega 7 pripada Jedinstvenoj Srbiji.
Stranka ima preko 100 općinskih odbora na teritoriju Srbije. Jedinstvena Srbija ima zastupnike u 9 općina u središnjoj Srbiji: Velikoj Plani, Vrnjačkoj Banji, Batočini, Svilajncu, Kučevu, Ćupriji, Despotovcu, Ražnju i Ćićevcu. U Ćupriji i Despotovcu je na vlasti s koalicijskim partnerima (koalicija SPS-PUPS-JS). 

## Vanjske poveznice
- Službena stranica